# ГолАЗ-ЛіАЗ 5256
ГолАЗ ЛіАЗ 5256 — 11-метровий високопідлоговий автобус для міжміських перевезень, що випускається на Голіцинському автобусному заводі з 2004 року. Автобус обладнується як міжміська модель, завод випускає 2 модифікації: ГолАЗ-ЛіАЗ 5256.23 і ГолАЗ-ЛіАЗ 5256.33, за зовнішнім виглядом та за більшістю технічних параметрів вони не відрізняються, окрім різних двигунів (Catterpillar i ЯМЗ), коробкок передач (ZF i ЯМЗ) та іншого робочого об'єму двигуна.
Голіцинський автобусний завод для побудування деяких власних моделей використовує кузови та запчастини автобусів Лікінського автобусного заводу, цей автобус дуже уподібнений до міського ЛіАЗ 5256, навіть за габаритами майже такий самий, тому і називається ГолАЗ-ЛіАЗ 5256.

## Описання моделі
ГолАЗ ЛіАЗ 5256 є автобусом міжміського призначення, він може працювати і як приміський, і у міжміських сполученнях. Автобус базується на міському автобусі ЛіАЗ 5256, більшість їхніх зовнішніх елементів уніфіковані, проте детально про це нижче. Оскільки за базу кузова автобуса був узятий вищезгаданий ЛіАЗ 5256, їхні габарити збігаються, довжина автобуса становить 11.4 метра, щоправда ГолАЗівський виріб став на двадцять сантиметрів вищим аніж ЛіАЗ. ГолАЗ ЛіАЗ 5256 був уперше розроблений у 2004 році, тому використовує найновіший варіант розробки ЛіАЗу. Кузов автобуса одноланковий, тримальний (тобто, усі елементи кріпляться не на раму, як рамний кузов, а на готовий каркас), вагонного компонування; кути з боків, на передній та задніх панелях заокруглені. Обшивка кузова — з суцільнотягненого оцинкованого листа, передня та задня частини автобуса додатково покриті шаром склопластику; кузов автобуса повністю покритий антикорозійними емалями, та виготовлений з високоякісних матеріалів, завдяки чому термін його служби значно підвищується (у його ж випадку — не менше ніж 12 років роботи). Передня частина автобуса, окрім блок-фар (блок-фари — уся світлотехніка на передній частині автобуса) повністю уніфікований з міським автобусом 5256. Лобове скло автобуса гнуте, безколірне, воно стало трохи вищим, аніж у 5256, не у останню чергу завдяки тому, що автобус «трохи підріс» (висота автобуса становить 3.20 метра); лобове скло автобуса роздільне, два склоочисники паралелограмного типу мають великі щітки, також є склоомивачі. У автобуса застосовано безскалкове лобове скло («триплекс»), тобто, два шари скла «склеєні» між собою тонкою полімерною плівкою та не розлітається при серйозних пошкодженнях, наприклад у дорожньо-транспортних пригодах. Автобус не використовує фари, такі ж, як і у ЛіАЗ 5256 (тобто звичайні одинарні квадратної форми), на ньому застосовано блок-фари від Mercedes-Benz, світлотехніка на передній частині представлена 10 світловими приладами, два з яких показують повороти (крайні) і має дві протитуманні фари (знизу); фари ближнього і дальнього світла автобуса мають лінзове скління, від чого значно збільшується дальність їх дії. Бампер автобуса зварний, чіткоокреслений, у нього вмонтовано протитуманні фари округлої форми, що також мають лінзове скління. До того ж, такий же комплект блок-фар застосовується на іншому російському автобусі — ЛіАЗ 5293. Бокові дзеркала заднього виду сферичного типу, вони звішуються над кабіною у стилі «вуха зайця», це нова модель бокових дзеркала заднього виду — MECRA ; у бокових дзеркалах є ще одне додаткове дзеркало для ще кращого контролю за ситуацією на дорозі. Також на передній частині, окрім емблеми заводу виробника (ГолАЗ), розміщується і емблема Лікінського автобусного заводу, оскільки ця модель була розроблена на базі саме Лікінського автобуса ЛіАЗ 5256. Цей автобус є міжміський, і у нього є спеціальні багажні відсіки для великогабаритної ручної поклажі, які пасажири везуть із собою; з кожного боку їх розміщується по три (тобто разом їх 6), вони доволі місткі, між собою з різних боків не з'єднуються, вони відкриваються вручну. Як таких, спеціальних маршрутовказівників у автобуса немає, немає також місця для їхнього розміщення на передній частині, тому маршрут автобуса зазвичай вказується на табличках, які стоять у кабіні водія поряд з лобовим склом. Моторний відсік автобуса розташовується на його задньому звісі, автобус ГолАЗ-ЛіАЗ 5256 оснащується дизельним 6-циліндровим двигуном Caterpillar 3126 (модифікація 5256.23) або ЯМЗ-6563 (модифікація 5256.33), потужністю 172.8 кіловат. Автобус відповідає жорстким нормам шкідливих викидів Euro-3; тяговий міст автобуса задній, мости виробництва Raba. За ходовою частиною, автобус майже повністю уніфікований з міським ЛіАЗ 5256. Автобус двоосний, кріплення його коліс може бути як дискове так і радіальне, шини його малого розміру, такі як у ЛіАЗ 5256 і ЛіАЗ 5280 (тролейбус). Гальмівна система автобуса представлена такими складовими:
- робоче гальмо (потрібне для обмеження швидкості руху транспортного засобу та його зупинки, приводиться у дію натисканням на педаль гальма, сила натиску залежить від швидкості сповільнення транспорту) — пневматичне двоконтурне гальмо (з розділеним приводом  — контур на кожну вісь)
- гальмівні механізми — барабанного типу з клиновим розтисканням.
- стоянкове гальмо (потрібне для утримування транспортного засобу на місці, застосовується при стоянці ручним важелем, «ручником») — ручний важіль.
- ABS i ASR — усі автобуси Голіцинського автобусного заводу оснащуються антиблокувальною (ABS) і антипробуксувальною гальмівними (ASR) системами, ця модель не стала виключенням.

Підвіска автобуса пневматично-ресорна, хоча автобус є високопідлоговим міжміським автобусом, вона досить добре нівелює рухи, спричинені дефектами дорожнього покриття, забезпечує м'який і плавний розгін та гальмування. Як міжміський автобус він високопідлоговий, до салону автобуса ведуть дві одностулкові двері, що розташовуються з самого переду та з самого заду автобуса, вони відкриваються паралельно до кузова автоматично (притискного типу). Автобус є міжміським, він не розрахований для перевезення стоячих пасажирів, навіть не зважаючи на його габарити та призначення, салон його має чимало спільних рис із салонами справжніх туристичних лайнерів.
Підлога автобуса застелена листом лінолеуму, однак також застеляється ворсовим килимом. Сидіння автобуса ГолАЗ ЛіАЗ 5256, навіть попри те, що він лише міжміський, зроблені дуже сучасно з використанням синтетичних матеріалів. Сидіння автобуса комфортні, м'які, роздільного типу; сидіння автобуса мають регульовані спинки крісел, що можуть добре розкладатися, і при тому, відстань між рядами сидінь у автобуса відповідає вимогам до відстані у автобусах, призначених для міжміських перевезень. Також на сидіннях встановлені пластикові підлокітники, що можуть відкидатися і розкладатися за бажанням пасажирів рейсу. Ще один «лайнерівський» елемент у сидінь — наявність відкидних міні-столиків у стилі vόgel-sitze, що вмонтовані у спинки крісел, столики можуть застосовуватися і для утримання притиснутими деяких речей, у них є спеціальна дірка-паз для тримання пляшки; також є спеціальна підставка-педаль для ніг. Усі сидіння автобуса розташовуються на невеликих помостах, тому пасажири (у сидячому стані) розташовуються досить високо над підлогою. Сидіння автобуса (хоча і роздільного типу), розташовуються попарно, ззаду розташовується своєрідний «диван» з п'ятьма кріслами, він розташовується на помості через розташований на задньому звисі двигун. Поручнів, як таких, у автобуса немає, оскільки він не призначений для перевезення стоячих пасажирів, однак є кілька поручнів-перегородок біля кабіни водія (напівзакритого типу).
Вище від сидінь розташовується спеціальна панель, обладнана для тримання сумок для пасажирів, знизу цієї панелі розташовуються сервіс-блоки для пасажирів (регулювання кондиціонуванням на місцях пасажирів а також увімкнення додаткового освітлення).
Кондиціонування у салоні відбувається під час руху і регулюється пасажирами за допомогою сервіс-блоків. Як сучасний міжміський автобус, ГолАЗ-ЛіАЗ 5256 оснащується вклеєними тонованими склопакетами для забезпечення більшого комфорту а також насамперед захисту від сонця, однак є і спеціальні занавіски світлого відтінку що захищають від сонця, занавіски можуть з'єднуватися за допомогою спеціальних кнопок. Освітлення у салоні забезпечується за рахунок плафонових світильників, а також сервіс-блоків зверху на спеціальній панелі, де є спеціальні лампочки підсвічування, що вмикаються/вимикаються пасажирами за допомогою спеціальних кнопок на тих же сервіс-блоках. Окрім кондиціонера, у автобуса також є зсувні кватирки на бокових вікнах і люки на даху. Опалення у салоні рідинне, від системи охолодження двигуна.
Кабіна водія автобуса, як і у переважної більшості міжміських автобусів є напівзакритого типу, тобто перегородка є, однак самих дверей немає, до того ж, це було б незручним для водія міжміських рейсів. Дизайн кабіни водія має чимало схожостей з найновішим варіантом облаштування місця водія у автобуса 5256. Приладова панель автобуса розташовується у вигляді напівкруга «торпедо», що надає водієві швидкий доступ до усіх необхідних клавіш на панелі керування. Оскільки двері з лівого боку входу/виходу відсутні, блок з клавішами розташовується і там; приладова панель зроблена з твердого високоякісного пластику, як і більшість пластикових деталей на даному автобусі. Більшість потрібних клавіш розташовується справа, також є блок з клавішами на бічній допоміжній панелі. Справа розташовується радіо та керування кондиціонером та опалювачем. Прилади-покажчики розташовуються посередині приладової панелі, вони розміщені під кутом, тому не додають водієві труднощів за їхнім контролем, усі покажчики великого розміру. Спідометр оцифровано до 125 км/год (хоча автобус такої швидкості не може досягнути) розташовується зліва, він має великий округлий циферблат, власну підсвітку та велику оранжеву стрілку. Дрібніші та допоміжні прилади об'єднані у один мультициферблат, де розташовані по секціях, оскільки вони малого розміру. Усі прилади та кнопки мають власну підсвітку; у автобуса немає великого цифрового табло контролю за станом автобуса та іншими параметрами, тому усі (включені) функції показуються дрібнішими лампочками контролю, що розташовуються над покажчиками. 
Водійське крісло комфортне, зроблене за сучасним дизайном, регулюється за висотою, спинка крісла також регульована. Кермова колонка автобуса — як і у міських ЛіАЗів — МАЗ-64229 (нової моделі), оснащується гідропідсилювачем. Автобус оснащується автоматичною (за деякими винятками напівавтоматичною) коробкою передач від Voith, КАМАЗ, ЯМЗ і ZF. Керування рухом автобуса здійснюється за допомогою двох педалей керування — акселератора і гальма, педалі великого розміру та мають «насічки» (це зроблено, щоб нога водія не ковзала по педалі). Вентиляція у кабіні водія відбувається завдяки кондиціонерові і зсувній кватирці. Максимальний комфорт за ситуацією на дорозі водієві надають «вуха», бокові дзеркала заднього виду з додатковими дзеркальцями. Також на місці водія є «бардачки» для тримання речей різного роду а також вогнегасник (зобов'язаний бути).
Не зважаючи на сучасний дизайн автобуса (майже як у туристичного лайнера), комфортний салон та навіть призначення як міжміського, максимальна швидкість руху автобуса становить лише 70 кілометрів на годину.

## Характеристика ГолАЗ-ЛіАЗ 5256
Переваги моделі ГолАЗ-ЛіАЗ 5256:
- уніфікація з автобусами ЛіАЗ та їхніми складовими частинами
- сучасний дизайн інтер'єру та зовнішнього вигляду
- наявність досить великих та містких (об'єм 4.5м³) багажних відсіків, що не завжди буває у автобусів такого класу
- довговічні силові агрегати, високий ресурс їх роботи
- якісні матеріали обшивки, повне антикорозійне покриття, додаткове личкування передка і задка шаром склопластику
- ресурс роботи кузова не менше ніж 12 років
- застосування безскалкового лобового скла (обнесення з обох боків шаром пластику, завдяки чому при ударі скло не розлетиться)
- застосування блок-фар (це фари на передку) від Mercedes-Benz, які також використовуються на автобусі ЛіАЗ 5293
- застосування вухастих бокових дзеркал заднього виду «MECRA» з додатковими дзеркалами.
- двоє безпечних дверей притискного типу, відкриваються паралельно до кузова
- зручний салон з 44 місцями для пасажирів
- обладнання крісел, як у туристичних автобусів з усім «наворотом», навіть відкидними міні-столиками і підставкою для ніг
- сервіс-блоки зверху для регулювання кондиціонування та додаткове освітлення
- можливість регулювання крісел, також є підлокітники.
- тоновані склопакети (бокові вікна), також є штори.
- автоматична коробка передач
- використання систем ABS i ASR
- зручне планування салону та місця водія.

## Технічні дані
| ГолАЗ ЛіАЗ 5256                                  | ГолАЗ ЛіАЗ 5256                                               |
| ------------------------------------------------ | ------------------------------------------------------------- |
| Загальні дані                                    |                                                               |
| Модель                                           | ГолАЗ ЛіАЗ 5256                                               |
| Клас                                             | міжміський автобус                                            |
| Виробник                                         | Голіцинський автобусний завод                                 |
| Випускається з, рік                              | 2004                                                          |
| Подібні моделі з модельного ряду ГолАЗ           | ГолАЗ 6228.10                                                 |
| Модифікації                                      | ГолАЗ-ЛіАЗ 5256.23 ГолАЗ-ЛіАЗ 5256.33                         |
| Кузов                                            |                                                               |
| Кузов (загальне описання)                        | одноланкового типу, вагонного компонування, тримальний        |
| Каркас кузова                                    | алюміній, обшивка теж з алюмінію                              |
| Ресурс кузова, не менше ніж, роки                | 12                                                            |
| Кузов побудований на базі якого, модель автобуса | ЛіАЗ 5256                                                     |
| Габаритні розміри                                |                                                               |
| Довжина, мм                                      | 11440                                                         |
| Ширина, мм                                       | 2500                                                          |
| Висота, мм                                       | 3200                                                          |
| Поворотний діаметр, не менше, метри              | 11.5                                                          |
| Колісна база, мм                                 | 5840                                                          |
| Споряджена маса, кг                              | 10400                                                         |
| Повна маса, кг                                   | 17640                                                         |
| Елементи ззовні                                  |                                                               |
| Світлотехніка, фари (передок)                    | 6 звичайних + 2 протитуманних фар                             |
| Блок-фари                                        | від Mercedes-Benz                                             |
| Бампер                                           | заварний                                                      |
| Вітрове скло                                     | роздільне, безскалкове (див. опис)                            |
| Склоочисники, тип                                | паралелограмний                                               |
| Бокові дзеркала заднього виду                    | сферичні, звішуються у стилі вуха зайця                       |
| Модель бокових дзеркал                           | MECRA                                                         |
| Маршрутовказівники                               | на табличках                                                  |
| Розташування двигуна                             | задній звис (тобто задок), уміщений під підлогу               |
| Додаткове личкування передка і задка             | склопластик                                                   |
| Кріплення коліс                                  | радіальні і дискові                                           |
| Осі, штук                                        | двовісний (4×2)                                               |
| Багажні відсіки у боковинах                      | наявні                                                        |
| Об'єм багажних відсіків, м³                      | 4.5                                                           |
| Шасі                                             |                                                               |
| Тяговий міст                                     | задній                                                        |
| Мости автобуса                                   | Raba - 118,23                                                 |
| ABS                                              | наявна                                                        |
| ASR                                              | наявна                                                        |
| Гальмівна система                                | пневматична, двоконтурна (докладніше у описанні)              |
| Задня підвіска                                   | пневморесорна                                                 |
| Салон                                            |                                                               |
| Кількість дверей і тип                           | 2 одностулкові, відкриваються паралельно до кузова            |
| Настил підлоги                                   | лінолеум                                                      |
| Сидіння                                          | м'які, роздільні, з відкидними міністоликами, регульовані     |
| Кількість сидінь                                 | 44                                                            |
| Сервіс-блоки                                     | наявні (детальніше у описанні моделі)                         |
| Освітлення у салоні                              | плафонові світильники на даху                                 |
| Вентиляція у салоні                              | через зсувні кватирки; кондиціонер, обдувні люки              |
| Опалення                                         | рідинне, від системи охолодження двигуна                      |
| Бокові вікна                                     | тоновані склопакети                                           |
| Штори                                            | наявні                                                        |
| Місце водія                                      |                                                               |
| Вентиляція біля сидіння водія                    | через зсувну кватирку                                         |
| Крісло водія                                     | м'яке з підресорами; регулюється спинка, регульоване у висоту |
| Приладова панель                                 | у формі напівкруга з твердого пластику                        |
| Кермова система                                  | МАЗ 64229 нової моделі (з гідропідсилювачем)                  |
| Педалі                                           | Wabco, гідромеханічні, з узорами для запобігання ковзанню     |
| Кількість педалей                                | 2                                                             |
| Коробка передач                                  | автоматична (у деяких випусках напівавтомат)                  |
| Тип КПП                                          | Voith, ZF S6-85, ЯМЗ, КАМАЗ                                   |
| Двигун і динамічні характеристики                |                                                               |
| Тип палива                                       | дизель                                                        |
| Марка двигуна (для конкретно цієї модифікації)   | Caterpillar-3126 (5256.23) ЯМЗ-6563 (5256.33)                 |
| Потужність, кіловат                              | 172 (235 к.с.)                                                |
| Робочий об'єм, літри                             | 10.85 (5256.23) 11.15 (5256.33)                               |
| Кількість циліндрів, штук                        | 6 або 8                                                       |
| Максимальний обертальний момент, Нм              | 700 при 1400 об/хв (5256.23) 880 при 1300 об/хв (5256.33)     |
| Місткість паливного бака, літри                  | 230                                                           |
| Відповідність нормам щодо викидів                | Euro-3                                                        |
| Максимальна швидкість руху, км/год               | 70                                                            |
| Витрати пального при 60 км/год на 100 км, літри  | 30                                                            |